# Zweier-Canadier

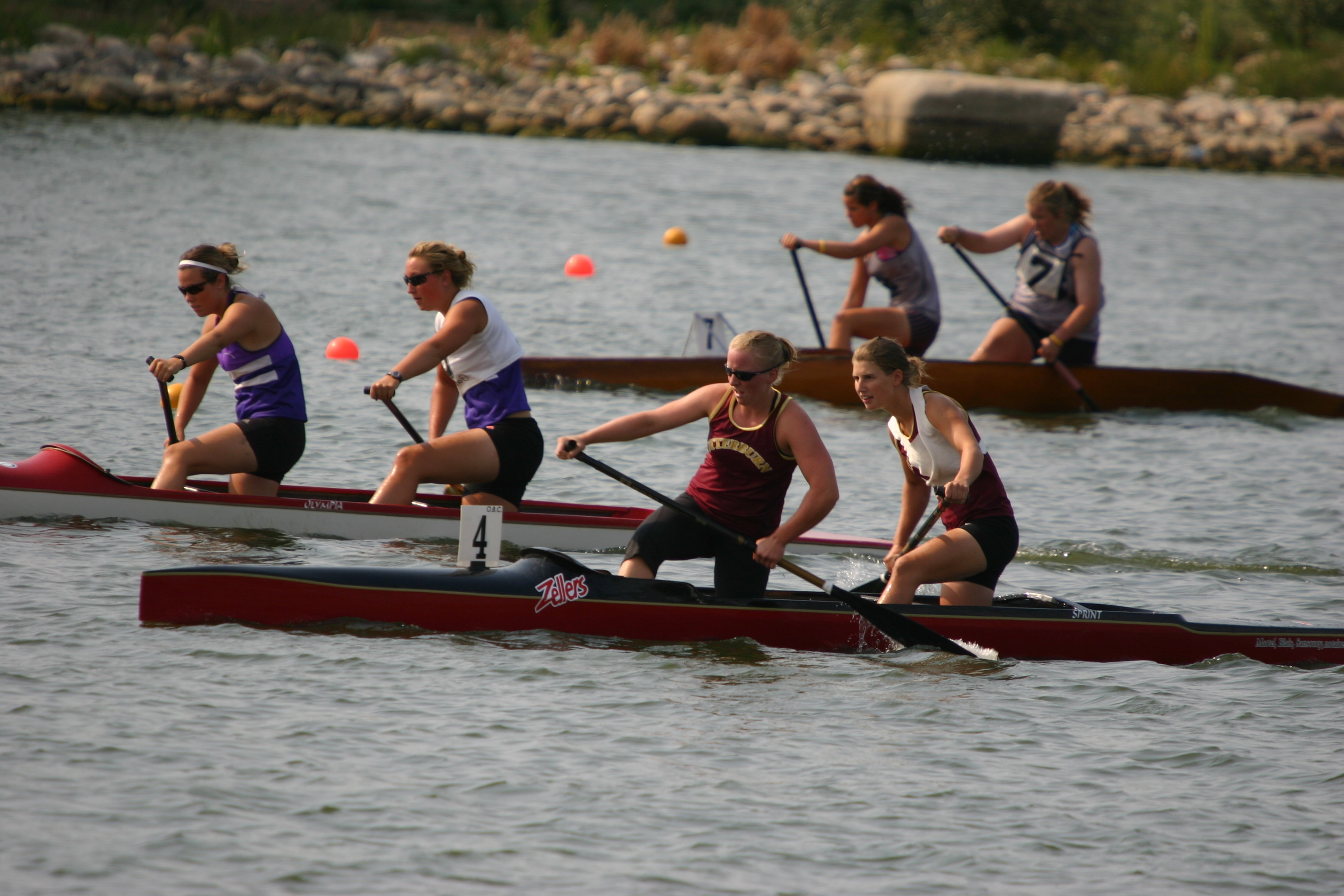
Kanurennsport-Wettkampf im Zweier-Canadier

Der Zweier-Canadier (C2) (auch Zweier-Kanadier oder Canadier-Zweier) ist eine Bootsklasse im Kanusport und wird als Wettkampfdisziplin im Kanurennsport, Kanumarathon, Kanuslalom, Wildwasserrennsport und Playboating gefahren. Es handelt sich um einen Canadier, der von zwei Personen kniend mit Stechpaddeln bewegt wird.

## Technik
Kanurennsport, Kanumarathon und Wildwasserrennsport Das Paddel wird im Zweier-Canadier von beiden Paddlern in der Regel auf den gegenüberliegenden Seiten des Bootes (rechts und links) eingesetzt, wobei jeder Paddler stets auf der gleichen Seite paddelt. Der vordere Paddler wird als Schlagmann bezeichnet und gibt die Schlagfrequenz vor, die vom anderen Paddler möglichst synchron übernommen wird. Der Geradeauslauf des Bootes wird durch einen speziellen Steuerschlag (J-Schlag) sichergestellt. Viele Paddler (besonders im Rennsport) haben sich so auf eine Seite spezialisiert, dass sie Schwierigkeiten haben, das Boot im Gleichgewicht zu halten, wenn sie auf der anderen Seite paddeln.
Kanuslalom
Im Slalom gibt es keinen konkreten Schlagmann, da beide Sportler sehr dynamisch agieren müssen. Allgemein spricht man aber vom Vordermann als "Motor" und dem Hintermann als "Steuermann". Im Gegensatz zum Rennsport ist es auch üblich, dass der Vordermann gelegentlich einen Schlag auf der anderen Seite tätigt, was man auch als Übergriff bezeichnet.

## Disziplinen
Der Zweier-Canadier der Herren ist im Kanurennsport (500 und 1000 m) olympische Sportdisziplin.
Im Kanuslalom gehörte der Zweier-Canadier seit 1949 zum WM- und von 1992 bis 2008 zum Olympia-Programm. Zwei Monate vor Beginn der Saison 2018 wurde der Zweier-Canadier der Herren aus dem Programm für Weltmeisterschaften und Weltcups gestrichen, dafür soll der (1981 abgeschaffte) C2 mixed wieder eingeführt werden.
Damen-Rennen waren in Europa und auch international traditionell bis Ende des 20. Jahrhunderts unüblich, in Nordamerika fanden diese Wettkämpfe jedoch schon länger statt und gehören inzwischen auch zum WM-Programm. Historisch gab es im Kanuslalom und Wildwasserrennsport allerdings einen C2-mixed mit einem Mann und einer Frau im Boot, diese Klasse war bis 1981 WM-Disziplin (und soll es ab 2019 wieder werden), die Disziplin wird heute noch bei Deutschen Meisterschaften ausgetragen.

## Bootsmaße
Der C2 im Kanurennsport und Kanumarathon ist maximal 650 cm lang und hat minimales Gewicht von 18 kg (Rennsport) bzw. 12 kg(Marathon). Die Bootsbreite ist seit 2001 nicht mehr festgelegt und hat sich seitdem verringert. Neueste Boote sind ca. 45 cm breit. Im Kanuslalom (C2) ist seit 2013 eine Mindestlänge von 410 cm und Mindestbreite von 75 cm sowie ein Mindestgewicht von 13 kg in den Regularien bestimmt.